# Вадиц
Ва́диц или Ва́децы (нем. Waditz; в.-луж. Wadecyо файле) — деревня в Верхней Лужице, Германия. Входит в состав коммуны Кубшюц района Баутцен в земле Саксония. Подчиняется административному округу Дрезден.

## География
Располагается восточнее от административного центра коммуны Кубшюца. В деревне находится железнодорожная станция.
Соседние населённые пункты: на западе — административный центр коммуны Кубшюц и на юго-востоке — деревня Требеньца коммуны Хохкирх.

## История
Впервые упоминается в 1250 году под наименованием своего владельца Heinricus de Wadewicz.
С 1936 по 1974 года входила в коммуну Штайндёрфель, с 1974 по 1996 года — в коммуну Хохкирх. С 1996 года входит в современную коммуну Кубшюц.
В настоящее время деревня входит в состав культурно-территориальной автономии «Лужицкая поселенческая область», на территории которой действуют законодательные акты земель Саксонии и Бранденбурга, содействующие сохранению лужицких языков и культуры лужичан.
Исторические немецкие наименования.
- Heinricus de Wadewicz, 1250
- Wadewicz, 1376
- Wadewitz, 1419
- Wadewittz, 1499
- Wadewitz, 1534
- Watitz, 1732
- Waditz, 1791

## Население
Официальным языком в населённом пункте, помимо немецкого, является также верхнелужицкий язык.
Согласно статистическому сочинению «Dodawki k statisticy a etnografiji łužickich Serbow» Арношта Муки в 1884 году в деревне проживало 130 человек (из них — 116 серболужичан (89 %)).
| 1834 | 1871 | 1890 | 1910 | 1925 |
| ---- | ---- | ---- | ---- | ---- |
| 88   | 123  | 117  | 104  | 96   |

## Достопримечательности
Памятники культуры и истории земли Саксония
- Каменный дорожный указатель, первая половина 19 века (№ 09302447)
- Автодорожный мост через железнодорожную линию, 1890 год (№ 09251892).
- Жилой дом, Waditz 6, 1820 год (№ 09251887).
- Жилой дом, Waditz 13, 1790 год (№ 09251889).
- Жилой дом, Waditz 14, 1722 год (№ 09251890).
- Жилой дом, Waditz 17, 17а, 1660 год (№ 09251891).
- Жилой дом, Waditz 18а, 1850 год (№ 09251888).